# Begbie
Begbie war ein britischer Hersteller von Automobilen.

## Unternehmensgeschichte
Das Unternehmen aus dem Londoner Stadtteil Willesden begann 1903 mit der Produktion von Automobilen. Der Markenname lautete Begbie. 1904 endete die Produktion.

## Fahrzeuge
Die Fahrzeuge verfügten über ein Fahrgestell aus Holz. Ein Einbaumotor von Aster mit 6,5 PS Leistung trieb die Fahrzeuge an.